# Erastria leucicolor
Erastria leucicolor är en fjärilsart som beskrevs av Butler 1875. Erastria leucicolor ingår i släktet Erastria och familjen mätare. Inga underarter finns listade i Catalogue of Life.